# Katalog centralny
Katalog centralny – wspólny katalog biblioteczny rejestrujący całość lub część zbiorów jednego typu bibliotek, jednego rodzaju zbiorów różnych bibliotek lub jednej sieci bibliotecznej. Katalog centralny nie jest mechanicznym połączeniem katalogów bibliotek uczestniczących, jak ma to miejsce w katalogu rozproszonym, ale stanowi jedną, wspólną bazę rekordów bibliograficznych opracowaną według jednolitej metodologii. Jego głównym zadaniem jest wskazanie lokalizacji zasobów bibliotecznych za pomocą listy bibliotek, które posiadają daną pozycję w swoich zbiorach, połączone często z hiperłączem odsyłającym do konkretnego zasobu.

## Przykłady katalogów centralnych
- Narodowy Uniwersalny Katalog Centralny NUKAT
- Katalogi centralne Biblioteki Narodowej
- WorldCat
- COPAC
- Nasjonalbiblioteket